# Campeonato Ecuatoriano de Fútbol Serie B 2016
El Campeonato Ecuatoriano de Fútbol Serie B 2016, cuyo nombre comercial fue «Copa Banco del Pacífico Serie B 2016», fue la trigésima novena (39.ª) edición de la Serie B del fútbol profesional ecuatoriano. Este torneo local de nivel nacional consistió de un sistema de 2 etapas. La primera y segunda etapa se desarrollaron con un sistema de todos contra todos. Los dos equipos que terminaron primeros en la tabla acumulada ascendieron a la Serie A de la siguiente temporada. Comenzó a disputarse el 4 de marzo y finalizó el 3 de diciembre.

## Sistema de juego
El Campeonato Ecuatoriano de la Serie B 2016 se jugó en dos etapas.
El Campeonato Ecuatoriano de la Serie B 2016, según lo establecido, fue jugado por 12 equipos que se disputaron el ascenso en dos etapas. En total se jugaron 44 fechas que iniciaron el 4 de marzo.
La primera etapa se jugó todos contra todos (22 fechas).
La segunda etapa se jugó de igual manera que la primera todos contra todos (22 fechas).
Concluidas las 44 fechas del torneo los 2 primeros de la Tabla General ascendieron a la Serie A de 2017. El primero de la Tabla General fue proclamado el campeón; el segundo mejor ubicado fue declarado Subcampeón.
El descenso fue para los dos últimos equipos con puntaje negativo en la Tabla Acumulada al concluirse las 44 fechas, perdieron la categoría y disputaron la Segunda Categoría en la temporada 2017.

## Relevo anual de clubes
| Pos  | Descendidos de la Serie A |
| ---- | ------------------------- |
| 11.º | Liga de Loja              |
| 12.º | Deportivo Quito           |

| Pos | Ascendidos de la Serie B |
| --- | ------------------------ |
| 1º  | Delfín                   |
| 2º  | Fuerza Amarilla          |

| Pos  | Descendidos de la Serie B |
| ---- | ------------------------- |
| 11.º | Deportivo Quevedo         |
| 12.º | Deportivo Azogues         |

| Pos | Ascendidos de la Segunda Categoría |
| --- | ---------------------------------- |
| 1.º | Clan Juvenil                       |
| 2.º | Colón                              |

## Equipos participantes
Los estadios para la temporada 2016, página oficial FEF.
| Nombre del club       | Ciudad          | Provincia  | Entrenador                    | Estadio                              | Capacidad     | Marca       | Patrocinador                              |
| --------------------- | --------------- | ---------- | ----------------------------- | ------------------------------------ | ------------- | ----------- | ----------------------------------------- |
| Clan Juvenil          | Sangolquí       | Pichincha  | Juan Carlos Garay             | General Rumiñahui                    | 7233          | Boman       | Juan Cevallos Accesorios Petroleros       |
| Colón                 | Portoviejo      | Manabí     | Miguel Parrales               | Reales Tamarindos                    | 18 000        | Yeliyan     | PROMAN Cia. Ltda.                         |
| Deportivo Quito       | Quito           | Pichincha  | Fabián Cubero Luis A. Cherrez | Olímpico Atahualpa                   | 35 258        | New Balance | Carli Snacks                              |
| Espoli                | Quito Sangolquí | Pichincha  | Sixto Vizuete                 | Olímpico Atahualpa General Rumiñahui | 35 258 7233   | Spyro       | Kia Motors                                |
| Gualaceo              | Gualaceo        | Azuay      | Fabián Frías                  | Gerardo León Pozo                    | 3171          | Bow Sport   | Municipio de Gualaceo                     |
| Imbabura              | Ibarra          | Imbabura   | Marco Andrade                 | Olímpico (Ibarra)                    | 18 600        | Spill       | Fábrica Gardenia                          |
| Liga de Loja          | Loja            | Loja       | Geovanny Cumbicus             | Reina del Cisne                      | 13 359        | Astro       | Industria Lojana de Especerías (Ile) C.A. |
| Liga de Portoviejo    | Portoviejo      | Manabí     | Hugo Iervasi                  | Reales Tamarindos                    | 18 000        | Welington   | Heredia Construcción S.A.                 |
| Macará                | Ambato          | Tungurahua | Paúl Vélez                    | Bellavista                           | 16 467        | Boman       | Cooperativa San Francisco Ltda.           |
| Manta                 | Manta           | Manabí     | Carlos Pico                   | Jocay Reales Tamarindos              | 18 125 25 000 | Darmacio    | Atún Isabel                               |
| Olmedo                | Riobamba        | Chimborazo | Omar Ledesma                  | Olímpico (Riobamba)                  | 20 000        | Joma        | Estación de Servicio Guano                |
| Técnico Universitario | Ambato          | Tungurahua | Patricio Hurtado              | Bellavista                           | 16 467        | Astro       | Cooperativa San Francisco Ltda.           |

## Equipos por ubicación geográfica
| Provincia  | N.º | Equipos                                   |
| ---------- | --- | ----------------------------------------- |
| Manabí     | 3   | - Colón - Liga de Portoviejo - Manta      |
| Pichincha  | 3   | - Clan Juvenil - Deportivo Quito - Espoli |
| Tungurahua | 2   | - Técnico Universitario - Macará          |
| Azuay      | 1   | - Gualaceo                                |
| Chimborazo | 1   | - Olmedo                                  |
| Imbabura   | 1   | - Imbabura                                |
| Loja       | 1   | - Liga de Loja                            |

| Manta Clan Juvenil Colón Liga de Portoviejo Espoli Técnico Universitario Deportivo Quito Olmedo Imbabura Liga de Loja Gualaceo Macará |

## Cambio de entrenadores
| Equipo                | Pos. | Entrenador Saliente   | Último Partido                           | Fecha | Entrenador Sucesor   | Fecha Debut | Ref    |
| --------------------- | ---- | --------------------- | ---------------------------------------- | ----- | -------------------- | ----------- | ------ |
| Olmedo                | 11   | Vicente Girona        | Técnico Universitario 2 : 0 Olmedo       | 3.°   | Julio Asad           | 5.°         | [ 4 ]  |
| Liga de Portoviejo    | 9    | Kléber Fajardo        | Imbabura 0 : 0 Liga de Portoviejo        | 4.°   | Juan Urquiza         | 5.°         | [ 5 ]  |
| Colón                 | 8    | Cipriano Valentím     | Clan Juvenil 0 : 0 Colón                 | 7.°   | Oswaldo Morelli      | 8.°         | [ 6 ]  |
| Deportivo Quito       | 3    | Marcelo Fleitas       | Gualaceo 0 : 0 Deportivo Quito           | 9°    | Sixto Vizuete        | 13°         | [ 7 ]  |
| Imbabura              | 8    | Sixto Vizuete         | Manta 3 : 2 Imbabura                     | 11.°  | Fernando Baldeón     | 12.°        | [ 8 ]  |
| Liga de Portoviejo    | 12   | Juan Urquiza          | Liga de Loja 4 : 0 Liga de Portoviejo    | 12.°  | Carlos Ramón Hidalgo | 13.°        | [ 9 ]  |
| Técnico Universitario | 4    | Geovanny Mera         | Técnico Universitario 2 : 0 Liga de Loja | 16.°  | Jorge Vareles        | 17.°        | [ 10 ] |
| Imbabura              | 10   | Fernando Baldeón      | Imbabura 4 : 0 Espoli                    | 16°   | Marco Andrade        | 20°         | [ 11 ] |
| Deportivo Quito       | 9    | Sixto Vizuete         | Deportivo Quito 2 : 2 Clan Juvenil       | 17.°  | Geovanny Mera        | 23.°        | [ 12 ] |
| Liga de Portoviejo    | 7    | Carlos Ramón Hidalgo  | Liga de Portoviejo 0 : 0 Clan Juvenil    | 21.°  | Hugo Iervasi         | 25.°        | [ 13 ] |
| Espoli                | 12   | Galo Sandoval         | Espoli 1 : 4 Liga de Loja                | 24.°  | Sixto Vizuete        | 25.°        | [ 14 ] |
| Técnico Universitario | 4    | Jorge Vareles         | Técnico Universitario 0 : 0 Olmedo       | 26.°  | Fernando Salazar     | 27.°        | [ 10 ] |
| Colón                 | 9    | Oswaldo Morelli       | Clan Juvenil 2 : 0 Colón                 | 29.°  | Humberto Pizarro     | 30.°        | [ 15 ] |
| Olmedo                | 10   | Julio Asad            | Olmedo 2 : 3 Espoli                      | 30.°  | Omar Ledesma         | 33.°        | [ 16 ] |
| Manta                 | 4    | Luis Fernando Espinel | Macará 4 : 1 Manta                       | 29.°  | Carlos Pico          | 31.°        | [ 17 ] |
| Técnico Universitario | 5    | Fernando Salazar      | Técnico Universitario 1 : 2 Gualaceo     | 30.°  | Patricio Hurtado     | 32.°        | [ 18 ] |
| Colón                 | 11   | Humberto Pizarro      | Colón 1 : 1 Espoli                       | 40.°  | Miguel Parrales      | 41.°        | [ 19 ] |

## Primera etapa

### Clasificación
|     | Equipo                | PJ | PG | PE | PP | GF | GC | DG  | PTS |
| --- | --------------------- | -- | -- | -- | -- | -- | -- | --- | --- |
| 1.  | Macará                | 22 | 14 | 4  | 4  | 37 | 15 | +22 | 46  |
| 2.  | Manta                 | 22 | 12 | 3  | 7  | 34 | 28 | +6  | 39  |
| 3.  | Técnico Universitario | 22 | 11 | 3  | 8  | 34 | 28 | +6  | 36  |
| 4.  | Clan Juvenil          | 22 | 8  | 9  | 5  | 22 | 17 | +5  | 32  |
| 5.  | Gualaceo              | 22 | 9  | 4  | 9  | 24 | 25 | −1  | 31  |
| 6.  | Liga de Loja          | 22 | 7  | 8  | 7  | 27 | 36 | −9  | 28  |
| 7.  | Liga de Portoviejo    | 22 | 7  | 5  | 10 | 15 | 26 | −11 | 26  |
| 8.  | Colón                 | 22 | 4  | 13 | 5  | 16 | 18 | −2  | 25  |
| 9.  | Imbabura              | 22 | 6  | 5  | 11 | 23 | 25 | −2  | 23  |
| 10. | Olmedo                | 22 | 3  | 11 | 8  | 23 | 27 | −4  | 20  |
| 11. | Espoli                | 22 | 4  | 8  | 10 | 17 | 28 | −11 | 20  |
| 12. | Deportivo Quito       | 22 | 7  | 7  | 8  | 30 | 29 | +1  | 15  |

### Evolución de la clasificación
| Equipo / Fecha        | 01 | 02 | 03 | 04 | 05 | 06 | 07 | 08 | 09 | 10 | 11 | 12 | 13 | 14 | 15 | 16 | 17 | 18 | 19 | 20 | 21 | 22 |
| --------------------- | -- | -- | -- | -- | -- | -- | -- | -- | -- | -- | -- | -- | -- | -- | -- | -- | -- | -- | -- | -- | -- | -- |
| Macará                | 5  | 1  | 1  | 1  | 1  | 1  | 1  | 1  | 1  | 1  | 1  | 1  | 1  | 1  | 1  | 1  | 1  | 1  | 1  | 1  | 1  | 1  |
| Manta                 | 11 | 7  | 8  | 5  | 2  | 2  | 2  | 2  | 5  | 6  | 4  | 3  | 3  | 2  | 3  | 4  | 3  | 2  | 2  | 2  | 2  | 2  |
| Técnico Universitario | 2  | 6  | 3  | 6  | 7  | 4  | 5  | 5  | 3  | 2  | 3  | 2  | 4  | 4  | 4  | 3  | 4  | 4  | 3  | 3  | 3  | 3  |
| Clan Juvenil          | 8  | 4  | 2  | 2  | 5  | 8  | 8  | 8  | 2  | 3  | 2  | 4  | 2  | 3  | 2  | 2  | 2  | 3  | 4  | 4  | 4  | 4  |
| Gualaceo              | 4  | 8  | 10 | 10 | 11 | 11 | 11 | 11 | 9  | 8  | 5  | 6  | 9  | 9  | 8  | 8  | 6  | 7  | 7  | 6  | 5  | 5  |
| Liga de Loja          | 1  | 2  | 5  | 8  | 8  | 5  | 6  | 6  | 7  | 7  | 9  | 10 | 5  | 6  | 5  | 6  | 5  | 5  | 5  | 5  | 6  | 6  |
| Liga de Portoviejo    | 12 | 12 | 9  | 9  | 6  | 9  | 10 | 10 | 11 | 11 | 12 | 12 | 11 | 11 | 10 | 9  | 7  | 6  | 6  | 7  | 7  | 7  |
| Colón                 | 6  | 9  | 7  | 4  | 9  | 6  | 7  | 7  | 8  | 9  | 6  | 7  | 8  | 8  | 7  | 7  | 8  | 8  | 8  | 8  | 8  | 8  |
| Imbabura              | 9  | 5  | 4  | 3  | 4  | 3  | 4  | 4  | 6  | 5  | 8  | 9  | 10 | 10 | 11 | 10 | 10 | 11 | 11 | 10 | 9  | 9  |
| Olmedo                | 7  | 10 | 11 | 11 | 12 | 12 | 12 | 12 | 12 | 12 | 11 | 11 | 12 | 12 | 12 | 12 | 12 | 12 | 12 | 11 | 11 | 10 |
| Espoli                | 10 | 11 | 12 | 12 | 10 | 10 | 9  | 9  | 10 | 10 | 10 | 5  | 7  | 7  | 9  | 11 | 11 | 9  | 9  | 12 | 10 | 11 |
| Deportivo Quito       | 3  | 3  | 6  | 7  | 3  | 7  | 3  | 3  | 4  | 4  | 7  | 8  | 6  | 5  | 6  | 5  | 9  | 10 | 10 | 9  | 12 | 12 |

### Resultados
|  | Liga de Loja          | 3 - 2 Archivado el 7 de marzo de 2016 en Wayback Machine.  | Clan Juvenil |  | Reina del Cisne     | 4 de marzo | 20:00 | No tiene   |
|  | Deportivo Quito       | 1 - 0 Archivado el 7 de marzo de 2016 en Wayback Machine.  | Manta        |  | Olímpico Atahualpa  | 5 de marzo | 11:30 | Oromar TV  |
|  | Técnico Universitario | 2 - 1 Archivado el 10 de marzo de 2016 en Wayback Machine. | Imbabura     |  | Bellavista          | 5 de marzo | 16:00 | Ecuador TV |
|  | Olmedo                | 1 - 1 Archivado el 10 de marzo de 2016 en Wayback Machine. | Colón        |  | Olímpico (Riobamba) | 6 de marzo | 12:00 | No tiene   |
|  | Liga de Portoviejo    | 0 - 1 Archivado el 10 de marzo de 2016 en Wayback Machine. | Macará       |  | Reales Tamarindos   | 6 de marzo | 15:00 | No tiene   |
|  | Gualaceo              | 1 - 0 Archivado el 10 de marzo de 2016 en Wayback Machine. | Espoli       |  | Gerardo León Pozo   | 6 de marzo | 16:00 | No tiene   |

|  | Manta        | 1 - 0 Archivado el 15 de marzo de 2016 en Wayback Machine. | Técnico Universitario |  | Jocay             | 12 de marzo | 12:00 | Oromar TV  |
|  | Colón        | 1 - 1 Archivado el 15 de marzo de 2016 en Wayback Machine. | Deportivo Quito       |  | Reales Tamarindos | 12 de marzo | 16:00 | Ecuador TV |
|  | Imbabura     | 2 - 1 Archivado el 15 de marzo de 2016 en Wayback Machine. | Olmedo                |  | Olímpico (Ibarra) | 12 de marzo | 16:00 | No tiene   |
|  | Clan Juvenil | 2 - 0 Archivado el 15 de marzo de 2016 en Wayback Machine. | Liga de Portoviejo    |  | General Rumiñahui | 12 de marzo | 16:00 | No tiene   |
|  | Macará       | 2 - 0 Archivado el 15 de marzo de 2016 en Wayback Machine. | Gualaceo              |  | Bellavista        | 12 de marzo | 16:00 | No tiene   |
|  | Espoli       | 1 - 1 Archivado el 15 de marzo de 2016 en Wayback Machine. | Liga de Loja          |  | Gonzalo Pozo      | 13 de marzo | 12:00 | No tiene   |

|  | Espoli                | 1 - 3 Archivado el 22 de marzo de 2016 en Wayback Machine. | Macará       |  | Olímpico Atahualpa | 19 de marzo | 11:30 | No tiene   |
|  | Liga de Loja          | 0 - 0 Archivado el 22 de marzo de 2016 en Wayback Machine. | Colón        |  | Reina del Cisne    | 19 de marzo | 13:30 | No tiene   |
|  | Deportivo Quito       | 1 - 2 Archivado el 22 de marzo de 2016 en Wayback Machine. | Imbabura     |  | Olímpico Atahualpa | 19 de marzo | 16:00 | Ecuador TV |
|  | Técnico Universitario | 2 - 0 Archivado el 22 de marzo de 2016 en Wayback Machine. | Olmedo       |  | Bellavista         | 19 de marzo | 16:00 | No tiene   |
|  | Liga de Portoviejo    | 2 - 1 Archivado el 22 de marzo de 2016 en Wayback Machine. | Manta        |  | Reales Tamarindos  | 19 de marzo | 19:00 | Oromar TV  |
|  | Gualaceo              | 0 - 2 Archivado el 24 de marzo de 2016 en Wayback Machine. | Clan Juvenil |  | Gerardo León Pozo  | 20 de marzo | 16:00 | No tiene   |

|  | Manta        | 3 - 1 Archivado el 28 de marzo de 2016 en Wayback Machine. | Liga de Loja          |  | Jocay               | 26 de marzo | 11:30 |          |
|  | Colón        | 2 - 0 Archivado el 31 de marzo de 2016 en Wayback Machine. | Gualaceo              |  | Reales Tamarindos   | 26 de marzo | 16:00 |          |
|  | Clan Juvenil | 0 - 0 Archivado el 28 de marzo de 2016 en Wayback Machine. | Espoli                |  | General Rumiñahui   | 26 de marzo | 16:00 | No tiene |
|  | Imbabura     | 0 - 0 Archivado el 28 de marzo de 2016 en Wayback Machine. | Liga de Portoviejo    |  | Olímpico (Ibarra)   | 26 de marzo | 16:00 | No tiene |
|  | Macará       | 1 - 0 Archivado el 31 de marzo de 2016 en Wayback Machine. | Técnico Universitario |  | Bellavista          | 27 de marzo | 12:00 | No tiene |
|  | Olmedo       | 1 - 1 Archivado el 31 de marzo de 2016 en Wayback Machine. | Deportivo Quito       |  | Olímpico (Riobamba) | 27 de marzo | 12:00 | No tiene |

|  | Liga de Loja       | 1 - 1 Archivado el 4 de abril de 2016 en Wayback Machine. | Imbabura              |  | Reina del Cisne    | 1 de abril | 20:00 | No tiene  |
|  | Deportivo Quito    | 2 - 1 Archivado el 5 de abril de 2016 en Wayback Machine. | Técnico Universitario |  | Olímpico Atahualpa | 2 de abril | 12:00 | No tiene  |
|  | Macará             | 2 - 0 Archivado el 5 de abril de 2016 en Wayback Machine. | Clan Juvenil          |  | Bellavista         | 2 de abril | 16:00 | No tiene  |
|  | Gualaceo           | 0 - 1 Archivado el 5 de abril de 2016 en Wayback Machine. | Manta                 |  | Gerardo León Pozo  | 2 de abril | 16:15 | No tiene  |
|  | Liga de Portoviejo | 1 - 0 Archivado el 5 de abril de 2016 en Wayback Machine. | Olmedo                |  | Reales Tamarindos  | 2 de abril | 19:00 | Oromar TV |
|  | Espoli             | 3 - 0 Archivado el 6 de abril de 2016 en Wayback Machine. | Colón                 |  | El Chan            | 3 de abril | 12:00 | No tiene  |

|  | Manta                 | 2 - 0 Archivado el 8 de abril de 2016 en Wayback Machine.  | Espoli             |  | Jocay               | 6 de abril  | 15:00 | Oromar TV |
|  | Olmedo                | 1 - 2 Archivado el 8 de abril de 2016 en Wayback Machine.  | Liga de Loja       |  | Olímpico (Riobamba) | 6 de abril  | 16:00 | No tiene  |
|  | Imbabura              | 3 - 1 Archivado el 8 de abril de 2016 en Wayback Machine.  | Gualaceo           |  | Olímpico (Ibarra)   | 6 de abril  | 16:00 | No tiene  |
|  | Técnico Universitario | 1 - 0 Archivado el 8 de abril de 2016 en Wayback Machine.  | Liga de Portoviejo |  | Bellavista          | 6 de abril  | 16:00 | No tiene  |
|  | Colón                 | 1 - 0 Archivado el 8 de abril de 2016 en Wayback Machine.  | Macará             |  | Reales Tamarindos   | 6 de abril  | 19:00 | Oromar TV |
|  | Clan Juvenil          | 2 - 0 Archivado el 17 de abril de 2016 en Wayback Machine. | Deportivo Quito    |  | General Rumiñahui   | 13 de abril | 19:00 | No tiene  |

|  | Liga de Loja       | 2 - 2 (enlace roto disponible en Internet Archive; véase el historial, la primera versión y la última). | Técnico Universitario |  | Reina del Cisne   | 10 de abril | 11:30 | No tiene  |
|  | Clan Juvenil       | 0 - 0 Archivado el 12 de abril de 2016 en Wayback Machine.                                              | Colón                 |  | General Rumiñahui | 10 de abril | 12:00 | No tiene  |
|  | Espoli             | 3 - 2 Archivado el 12 de abril de 2016 en Wayback Machine.                                              | Imbabura              |  | El Chan           | 10 de abril | 12:00 | No tiene  |
|  | Macará             | 1 - 0 Archivado el 12 de abril de 2016 en Wayback Machine.                                              | Manta                 |  | Bellavista        | 10 de abril | 12:00 | Oromar TV |
|  | Liga de Portoviejo | 0 - 4 Archivado el 12 de abril de 2016 en Wayback Machine.                                              | Deportivo Quito       |  | Reales Tamarindos | 10 de abril | 16:00 | Oromar TV |
|  | Gualaceo           | 2 - 1 Archivado el 12 de abril de 2016 en Wayback Machine.                                              | Olmedo                |  | Gerardo León Pozo | 10 de abril | 16:00 | No tiene  |

|  | Manta                 | 0 - 1 Archivado el 18 de abril de 2016 en Wayback Machine. | Clan Juvenil       |  | Jocay               | 16 de abril | 11:30 | Oromar TV |
|  | Imbabura              | 1 - 2 Archivado el 18 de abril de 2016 en Wayback Machine. | Macará             |  | Olímpico (Ibarra)   | 16 de abril | 16:00 | No tiene  |
|  | Técnico Universitario | 1 - 3 Archivado el 18 de abril de 2016 en Wayback Machine. | Gualaceo           |  | Bellavista          | 16 de abril | 16:00 | No tiene  |
|  | Colón                 | 1 - 1 Archivado el 2 de julio de 2016 en Wayback Machine.  | Liga de Portoviejo |  | Reales Tamarindos   | 29 de junio | 16:00 | Oromar TV |
|  | Deportivo Quito       | 4 - 0 Archivado el 9 de julio de 2016 en Wayback Machine.  | Liga de Loja       |  | Olímpico Atahualpa  | 6 de julio  | 12:00 | No tiene  |
|  | Olmedo                | 1 - 0 Archivado el 14 de julio de 2016 en Wayback Machine. | Espoli             |  | Olímpico (Riobamba) | 6 de julio  | 19:00 | No tiene  |

|  | Clan Juvenil | 1 - 1 Archivado el 2 de mayo de 2016 en Wayback Machine.  | Imbabura              |  | General Rumiñahui | 30 de abril | 14:00 | Oromar TV |
|  | Espoli       | 0 - 1 Archivado el 4 de mayo de 2016 en Wayback Machine.  | Técnico Universitario |  | El Chan           | 1 de mayo   | 12:00 | No tiene  |
|  | Macará       | 1 - 1 Archivado el 4 de mayo de 2016 en Wayback Machine.  | Olmedo                |  | Bellavista        | 1 de mayo   | 12:00 | Oromar TV |
|  | Gualaceo     | 0 - 0 Archivado el 4 de mayo de 2016 en Wayback Machine.  | Deportivo Quito       |  | Gerardo León Pozo | 1 de mayo   | 16:00 | No tiene  |
|  | Liga de Loja | 4 - 0 Archivado el 30 de mayo de 2016 en Wayback Machine. | Liga de Portoviejo    |  | Reina del Cisne   | 25 de mayo  | 19:30 | No tiene  |
|  | Colón        | 0 - 2 Archivado el 9 de junio de 2016 en Wayback Machine. | Manta                 |  | Reales Tamarindos | 1 de junio  | 16:00 | No tiene  |

|  | Liga de Loja          | 1 - 1 Archivado el 10 de mayo de 2016 en Wayback Machine.    | Gualaceo     |  | Reina del Cisne     | 6 de mayo  | 20:00 | No tiene  |
|  | Deportivo Quito       | 1 - 1 Archivado el 10 de mayo de 2016 en Wayback Machine.    | Macará       |  | Olímpico Atahualpa  | 7 de mayo  | 16:00 | Oromar TV |
|  | Técnico Universitario | 2 - 0 Archivado el 10 de mayo de 2016 en Wayback Machine.    | Clan Juvenil |  | Bellavista          | 7 de mayo  | 16:00 | No tiene  |
|  | Olmedo                | 3 - 1 Archivado el 10 de mayo de 2016 en Wayback Machine.    | Manta        |  | Olímpico (Riobamba) | 7 de mayo  | 16:00 | No tiene  |
|  | Liga de Portoviejo    | 0 - 0 Archivado el 16 de junio de 2016 en Wayback Machine.   | Espoli       |  | Reales Tamarindos   | 8 de junio | 16:00 | No tiene  |
|  | Imbabura              | 0 - 0 Archivado el 11 de octubre de 2016 en Wayback Machine. | Colón        |  | Olímpico (Ibarra)   | 7 de julio | 09:00 | No tiene  |

|  | Manta        | 3 - 2 Archivado el 18 de mayo de 2016 en Wayback Machine. | Imbabura              |  | Reales Tamarindos | 14 de mayo | 11:00 | Oromar TV |
|  | Colón        | 2 - 0 Archivado el 18 de mayo de 2016 en Wayback Machine. | Técnico Universitario |  | Reales Tamarindos | 14 de mayo | 16:00 | Oromar TV |
|  | Clan Juvenil | 1 - 1 Archivado el 18 de mayo de 2016 en Wayback Machine. | Olmedo                |  | General Rumiñahui | 14 de mayo | 16:00 | No tiene  |
|  | Macará       | 0 - 0 Archivado el 18 de mayo de 2016 en Wayback Machine. | Liga de Loja          |  | Bellavista        | 14 de mayo | 16:00 | No tiene  |
|  | Espoli       | 3 - 0 Archivado el 19 de mayo de 2016 en Wayback Machine. | Deportivo Quito       |  | El Chan           | 14 de mayo | 12:00 | No tiene  |
|  | Gualaceo     | 1 - 0 Archivado el 18 de mayo de 2016 en Wayback Machine. | Liga de Portoviejo    |  | Gerardo León Pozo | 15 de mayo | 16:00 | No tiene  |

|  | Liga de Loja          | 0 - 7 Archivado el 25 de mayo de 2016 en Wayback Machine.  | Macará       |  | Reina del Cisne     | 20 de mayo  | 20:00 | No tiene  |
|  | Deportivo Quito       | 0 - 1 Archivado el 24 de mayo de 2016 en Wayback Machine.  | Espoli       |  | Olímpico Atahualpa  | 21 de mayo  | 16:00 | Oromar TV |
|  | Imbabura              | 0 - 1 Archivado el 24 de mayo de 2016 en Wayback Machine.  | Manta        |  | Olímpico (Ibarra)   | 21 de mayo  | 16:00 | No tiene  |
|  | Técnico Universitario | 3 - 2 Archivado el 24 de mayo de 2016 en Wayback Machine.  | Colón        |  | Bellavista          | 22 de mayo  | 12:00 | No tiene  |
|  | Olmedo                | 1 - 1 Archivado el 24 de mayo de 2016 en Wayback Machine.  | Clan Juvenil |  | Olímpico (Riobamba) | 22 de mayo  | 12:00 | No tiene  |
|  | Liga de Portoviejo    | 2 - 0 Archivado el 17 de junio de 2016 en Wayback Machine. | Gualaceo     |  | Reales Tamarindos   | 15 de junio | 16:00 | Oromar TV |

|  | Clan Juvenil | 3 - 2 Archivado el 30 de mayo de 2016 en Wayback Machine. | Técnico Universitario |  | General Rumiñahui | 27 de mayo | 16:00 | No tiene  |
|  | Manta        | 2 - 2 Archivado el 30 de mayo de 2016 en Wayback Machine. | Olmedo                |  | Reales Tamarindos | 28 de mayo | 11:00 | Oromar TV |
|  | Colón        | 0 - 0 Archivado el 30 de mayo de 2016 en Wayback Machine. | Imbabura              |  | Reales Tamarindos | 28 de mayo | 16:00 | Oromar TV |
|  | Espoli       | 0 - 1 Archivado el 31 de mayo de 2016 en Wayback Machine. | Liga de Portoviejo    |  | El Chan           | 29 de mayo | 12:00 | No tiene  |
|  | Macará       | 1 - 2 Archivado el 31 de mayo de 2016 en Wayback Machine. | Deportivo Quito       |  | Bellavista        | 29 de mayo | 12:00 | Oromar TV |
|  | Gualaceo     | 1 - 2 Archivado el 31 de mayo de 2016 en Wayback Machine. | Liga de Loja          |  | Gerardo León Pozo | 29 de mayo | 16:00 | No tiene  |

|  | Deportivo Quito       | 2 - 0 Archivado el 7 de junio de 2016 en Wayback Machine. | Gualaceo     |  | Olímpico Atahualpa  | 3 de junio | 19:30 | Oromar TV |
|  | Imbabura              | 0 - 1 Archivado el 7 de junio de 2016 en Wayback Machine. | Clan Juvenil |  | Olímpico (Ibarra)   | 4 de junio | 16:00 | No tiene  |
|  | Liga de Portoviejo    | 2 - 0 Archivado el 7 de junio de 2016 en Wayback Machine. | Liga de Loja |  | Reales Tamarindos   | 4 de junio | 16:00 | No tiene  |
|  | Manta                 | 2 - 0 Archivado el 8 de junio de 2016 en Wayback Machine. | Colón        |  | Reales Tamarindos   | 5 de junio | 11:30 | No tiene  |
|  | Técnico Universitario | 3 - 1 Archivado el 8 de junio de 2016 en Wayback Machine. | Espoli       |  | Bellavista          | 5 de junio | 12:00 | No tiene  |
|  | Olmedo                | 1 - 2 Archivado el 8 de junio de 2016 en Wayback Machine. | Macará       |  | Olímpico (Riobamba) | 5 de junio | 12:00 | No tiene  |

|  | Clan Juvenil       | 2 - 1 Archivado el 13 de junio de 2016 en Wayback Machine. | Manta                 |  | General Rumiñahui  | 11 de junio | 12:00 | Oromar TV |
|  | Gualaceo           | 3 - 1 Archivado el 13 de junio de 2016 en Wayback Machine. | Técnico Universitario |  | Gerardo León Pozo  | 11 de junio | 16:00 | No tiene  |
|  | Espoli             | 0 - 2 Archivado el 13 de junio de 2016 en Wayback Machine. | Olmedo                |  | Olímpico Atahualpa | 11 de junio | 16:00 | No tiene  |
|  | Liga de Portoviejo | 0 - 2 Archivado el 13 de junio de 2016 en Wayback Machine. | Colón                 |  | Reales Tamarindos  | 11 de junio | 16:00 | Oromar TV |
|  | Macará             | 3 - 0 Archivado el 15 de junio de 2016 en Wayback Machine. | Imbabura              |  | Bellavista         | 12 de junio | 11:30 | No tiene  |
|  | Liga de Loja       | 2 - 0 Archivado el 15 de junio de 2016 en Wayback Machine. | Deportivo Quito       |  | Reina del Cisne    | 12 de junio | 11:30 | No tiene  |

|  | Manta                 | 1 - 4 Archivado el 22 de junio de 2016 en Wayback Machine. | Macará             |  | Reales Tamarindos   | 18 de junio | 11:00 | Oromar TV      |
|  | Colón                 | 0 - 0 Archivado el 22 de junio de 2016 en Wayback Machine. | Clan Juvenil       |  | Reales Tamarindos   | 18 de junio | 13:30 | Oromar TV      |
|  | Técnico Universitario | 2 - 0 Archivado el 22 de junio de 2016 en Wayback Machine. | Liga de Loja       |  | Bellavista          | 18 de junio | 16:00 | No tiene       |
|  | Imbabura              | 4 - 0 Archivado el 22 de junio de 2016 en Wayback Machine. | Espoli             |  | Olímpico (Ibarra)   | 18 de junio | 16:00 | No tiene       |
|  | Deportivo Quito       | 3 - 1 Archivado el 22 de junio de 2016 en Wayback Machine. | Liga de Portoviejo |  | Olímpico Atahualpa  | 18 de junio | 16:00 | No tiene       |
|  | Olmedo                | 1 - 1 Archivado el 22 de junio de 2016 en Wayback Machine. | Gualaceo           |  | Olímpico (Riobamba) | 19 de junio | 12:00 | América Visión |

|  | Liga de Portoviejo | 2 - 0 Archivado el 25 de junio de 2016 en Wayback Machine. | Técnico Universitario |  | Reales Tamarindos  | 22 de junio | 16:00 | Oromar TV |
|  | Macará             | 1 - 0 Archivado el 25 de junio de 2016 en Wayback Machine. | Colón                 |  | Bellavista         | 22 de junio | 16:00 | No tiene  |
|  | Gualaceo           | 1 - 0 Archivado el 25 de junio de 2016 en Wayback Machine. | Imbabura              |  | Gerardo León Pozo  | 22 de junio | 16:15 | No tiene  |
|  | Espoli             | 1 - 1 Archivado el 25 de junio de 2016 en Wayback Machine. | Manta                 |  | Olímpico Atahualpa | 22 de junio | 16:30 | No tiene  |
|  | Deportivo Quito    | 2 - 2 Archivado el 25 de junio de 2016 en Wayback Machine. | Clan Juvenil          |  | Olímpico Atahualpa | 22 de junio | 19:00 | Oromar TV |
|  | Liga de Loja       | 1 - 0 Archivado el 25 de junio de 2016 en Wayback Machine. | Olmedo                |  | Reina del Cisne    | 22 de junio | 20:00 | No tiene  |

|  | Técnico Universitario | 4 - 2 Archivado el 28 de junio de 2016 en Wayback Machine. | Deportivo Quito    |  | Bellavista          | 25 de junio | 16:00 | No tiene  |
|  | Manta                 | 3 - 2 Archivado el 28 de junio de 2016 en Wayback Machine. | Gualaceo           |  | Reales Tamarindos   | 26 de junio | 10:30 | Oromar TV |
|  | Imbabura              | 1 - 2 Archivado el 28 de junio de 2016 en Wayback Machine. | Liga de Loja       |  | Olímpico (Ibarra)   | 26 de junio | 11:00 | No tiene  |
|  | Clan Juvenil          | 0 - 1 Archivado el 28 de junio de 2016 en Wayback Machine. | Macará             |  | General Rumiñahui   | 26 de junio | 12:00 | No tiene  |
|  | Olmedo                | 2 - 2 Archivado el 28 de junio de 2016 en Wayback Machine. | Liga de Portoviejo |  | Olímpico (Riobamba) | 26 de junio | 12:00 | No tiene  |
|  | Colón                 | 1 - 1 Archivado el 28 de junio de 2016 en Wayback Machine. | Espoli             |  | Reales Tamarindos   | 26 de junio | 13:30 | Oromar TV |

|  | Liga de Loja          | 3 - 4 Archivado el 4 de julio de 2016 en Wayback Machine. | Manta        |  | Reina del Cisne    | 2 de julio | 13:00 | No tiene |
|  | Espoli                | 0 - 0 Archivado el 4 de julio de 2016 en Wayback Machine. | Clan Juvenil |  | Olímpico Atahualpa | 2 de julio | 13:30 |          |
|  | Deportivo Quito       | 2 - 2 Archivado el 5 de julio de 2016 en Wayback Machine. | Olmedo       |  | Olímpico Atahualpa | 2 de julio | 16:00 |          |
|  | Técnico Universitario | 3 - 0 Archivado el 5 de julio de 2016 en Wayback Machine. | Macará       |  | Bellavista         | 2 de julio | 16:00 |          |
|  | Liga de Portoviejo    | 1 - 0 Archivado el 5 de julio de 2016 en Wayback Machine. | Imbabura     |  | Reales Tamarindos  | 3 de julio | 16:00 | No tiene |
|  | Gualaceo              | 1 - 1 Archivado el 5 de julio de 2016 en Wayback Machine. | Colón        |  | Gerardo León Pozo  | 3 de julio | 16:00 | No tiene |

|  | Manta        | 1 - 0 Archivado el 13 de julio de 2016 en Wayback Machine.   | Liga de Portoviejo    |  | Reales Tamarindos   | 9 de julio  | 15:00 | Ecuador TV |
|  | Clan Juvenil | 0 - 1 Archivado el 13 de julio de 2016 en Wayback Machine.   | Gualaceo              |  | General Rumiñahui   | 9 de julio  | 16:00 | No tiene   |
|  | Macará       | 1 - 1 Archivado el 13 de julio de 2016 en Wayback Machine.   | Espoli                |  | Bellavista          | 9 de julio  | 16:00 | Gama TV    |
|  | Olmedo       | 1 - 1 Archivado el 13 de julio de 2016 en Wayback Machine.   | Técnico Universitario |  | Olímpico (Riobamba) | 9 de julio  | 19:00 | No tiene   |
|  | Colón        | 1 - 1 Archivado el 13 de julio de 2016 en Wayback Machine.   | Liga de Loja          |  | Reales Tamarindos   | 10 de julio | 10:00 | No tiene   |
|  | Imbabura     | 2 - 0 Archivado el 11 de octubre de 2016 en Wayback Machine. | Deportivo Quito       |  | Olímpico (Ibarra)   | 10 de julio | 11:30 | No tiene   |

|  | Técnico Universitario | 2 - 2 Archivado el 16 de julio de 2016 en Wayback Machine. | Manta        |  | Bellavista          | 13 de julio | 16:00 |          |
|  | Deportivo Quito       | 1 - 1 Archivado el 16 de julio de 2016 en Wayback Machine. | Colón        |  | Olímpico Atahualpa  | 13 de julio | 16:00 | No tiene |
|  | Liga de Portoviejo    | 0 - 0 Archivado el 16 de julio de 2016 en Wayback Machine. | Clan Juvenil |  | Reales Tamarindos   | 13 de julio | 16:00 | No tiene |
|  | Gualaceo              | 2 - 0 Archivado el 16 de julio de 2016 en Wayback Machine. | Macará       |  | Gerardo León Pozo   | 13 de julio | 16:15 | No tiene |
|  | Olmedo                | 0 - 1 Archivado el 16 de julio de 2016 en Wayback Machine. | Imbabura     |  | Olímpico (Riobamba) | 13 de julio | 19:00 | No tiene |
|  | Liga de Loja          | 1 - 1 Archivado el 16 de julio de 2016 en Wayback Machine. | Espoli       |  | Reina del Cisne     | 13 de julio | 19:30 | No tiene |

|  | Manta        | 2 - 1 Archivado el 20 de julio de 2016 en Wayback Machine. | Deportivo Quito       |  | Reales Tamarindos  | 17 de julio | 10:00 | Gama TV  |
|  | Imbabura     | 0 - 1 Archivado el 20 de julio de 2016 en Wayback Machine. | Técnico Universitario |  | Olímpico (Ibarra)  | 17 de julio | 11:00 | No tiene |
|  | Clan Juvenil | 2 - 0 Archivado el 20 de julio de 2016 en Wayback Machine. | Liga de Loja          |  | General Rumiñahui  | 17 de julio | 12:00 | No tiene |
|  | Macará       | 3 - 0 Archivado el 20 de julio de 2016 en Wayback Machine. | Liga de Portoviejo    |  | Bellavista         | 17 de julio | 12:00 | No tiene |
|  | Colón        | 0 - 0 Archivado el 20 de julio de 2016 en Wayback Machine. | Olmedo                |  | Reales Tamarindos  | 17 de julio | 12:10 |          |
|  | Espoli       | 0 - 3 Archivado el 20 de julio de 2016 en Wayback Machine. | Gualaceo              |  | Olímpico Atahualpa | 17 de julio | 14:00 | No tiene |

### Asistencia por equipos
La tabla siguiente muestra la cantidad de espectadores de local que acumuló cada equipo en sus respectivos partidos. Se asigna en su totalidad el mismo número a ambos protagonistas de un juego. Las estadísticas se toman de las taquillas oficiales entregadas por FEF.
| Pos  | Equipo                | Asist  | PJ | Prom    |
| ---- | --------------------- | ------ | -- | ------- |
| 1.°  | Deportivo Quito       | 25 444 | 11 | 2313,09 |
| 2.°  | Macará                | 22 180 | 11 | 2016,36 |
| 3.°  | Técnico Universitario | 18 000 | 11 | 1636,36 |
| 4.°  | Olmedo                | 12 360 | 11 | 1123,63 |
| 5.°  | Liga de Loja          | 9384   | 11 | 853,09  |
| 6.°  | Liga de Portoviejo    | 6110   | 11 | 555,45  |
| 7.°  | Gualaceo              | 5428   | 11 | 493,45  |
| 8.°  | Imbabura              | 3759   | 11 | 341,72  |
| 9.°  | Clan Juvenil          | 3613   | 11 | 328,45  |
| 10.° | Colón                 | 1821   | 11 | 165,54  |
| 11.° | Manta                 | 1631   | 11 | 148,27  |
| 12.° | Espoli                | 1500   | 11 | 136,36  |

 Pos.=Posición; Asist.=Asistentes; P.J.=Partidos jugados.

## Segunda etapa

### Clasificación
|     | Equipo                | PJ | PG | PE | PP | GF | GC | DG  | PTS |
| --- | --------------------- | -- | -- | -- | -- | -- | -- | --- | --- |
| 1.  | Clan Juvenil          | 22 | 12 | 5  | 5  | 39 | 20 | +19 | 41  |
| 2.  | Gualaceo              | 22 | 11 | 7  | 4  | 34 | 20 | +14 | 40  |
| 3.  | Imbabura              | 22 | 11 | 6  | 5  | 41 | 27 | +14 | 39  |
| 4.  | Macará                | 22 | 10 | 8  | 4  | 38 | 15 | +23 | 38  |
| 5.  | Técnico Universitario | 22 | 10 | 5  | 7  | 30 | 28 | +2  | 35  |
| 6.  | Liga de Portoviejo    | 22 | 8  | 7  | 7  | 27 | 25 | +2  | 31  |
| 7.  | Manta                 | 22 | 7  | 7  | 8  | 22 | 22 | 0   | 28  |
| 8.  | Olmedo                | 22 | 6  | 9  | 7  | 28 | 28 | 0   | 27  |
| 9.  | Colón                 | 22 | 7  | 7  | 8  | 22 | 25 | −3  | 22  |
| 10. | Espoli                | 22 | 5  | 8  | 9  | 24 | 36 | −12 | 19  |
| 11. | Liga de Loja          | 22 | 6  | 3  | 13 | 27 | 38 | −11 | 18  |
| 12. | Deportivo Quito       | 22 | 2  | 2  | 18 | 11 | 59 | −48 | −13 |

### Evolución de la clasificación
| Equipo / Fecha        | 01 | 02 | 03 | 04 | 05 | 06 | 07 | 08 | 09 | 10 | 11 | 12 | 13 | 14 | 15 | 16 | 17 | 18 | 19 | 20 | 21 | 22 |
| --------------------- | -- | -- | -- | -- | -- | -- | -- | -- | -- | -- | -- | -- | -- | -- | -- | -- | -- | -- | -- | -- | -- | -- |
| Clan Juvenil          | 2  | 2  | 1  | 1  | 1  | 1  | 1  | 1  | 1  | 1  | 1  | 1  | 2  | 3  | 3  | 1  | 1  | 1  | 1  | 1  | 3  | 1  |
| Gualaceo              | 1  | 1  | 3  | 5  | 3  | 3  | 3  | 2  | 2  | 2  | 2  | 3  | 3  | 1  | 2  | 3  | 3  | 3  | 3  | 3  | 2  | 2  |
| Imbabura              | 10 | 9  | 4  | 2  | 2  | 2  | 2  | 4  | 4  | 4  | 4  | 4  | 4  | 4  | 4  | 4  | 4  | 4  | 4  | 2  | 1  | 3  |
| Macará                | 9  | 11 | 7  | 3  | 4  | 4  | 4  | 3  | 3  | 3  | 3  | 2  | 1  | 2  | 1  | 2  | 2  | 2  | 2  | 4  | 4  | 4  |
| Técnico Universitario | 3  | 3  | 2  | 4  | 5  | 7  | 8  | 9  | 9  | 8  | 9  | 7  | 6  | 6  | 7  | 7  | 7  | 5  | 6  | 5  | 5  | 5  |
| Liga de Portoviejo    | 8  | 10 | 6  | 9  | 7  | 6  | 5  | 5  | 5  | 6  | 5  | 6  | 8  | 8  | 6  | 5  | 5  | 6  | 7  | 6  | 6  | 6  |
| Manta                 | 4  | 7  | 9  | 8  | 8  | 8  | 9  | 7  | 8  | 9  | 10 | 10 | 10 | 11 | 11 | 9  | 9  | 8  | 8  | 8  | 8  | 7  |
| Olmedo                | 6  | 6  | 8  | 6  | 6  | 5  | 6  | 6  | 7  | 5  | 6  | 8  | 7  | 7  | 5  | 6  | 6  | 7  | 5  | 7  | 7  | 8  |
| Colón                 | 5  | 4  | 11 | 10 | 10 | 9  | 10 | 10 | 10 | 11 | 11 | 11 | 11 | 9  | 9  | 10 | 11 | 11 | 11 | 10 | 9  | 9  |
| Espoli                | 12 | 12 | 10 | 11 | 11 | 11 | 11 | 11 | 11 | 10 | 7  | 5  | 5  | 5  | 8  | 8  | 8  | 9  | 9  | 9  | 11 | 10 |
| Liga de Loja          | 11 | 5  | 5  | 7  | 9  | 10 | 7  | 8  | 6  | 7  | 8  | 9  | 9  | 10 | 10 | 11 | 10 | 10 | 10 | 11 | 10 | 11 |
| Deportivo Quito       | 7  | 8  | 12 | 12 | 12 | 12 | 12 | 12 | 12 | 12 | 12 | 12 | 12 | 12 | 12 | 12 | 12 | 12 | 12 | 12 | 12 | 12 |

### Resultados
|  | Liga de Loja          | 0 - 2 Archivado el 27 de julio de 2016 en Wayback Machine. | Clan Juvenil |  | Reina del Cisne     | 22 de julio | 19:30 | No tiene |
|  | Deportivo Quito       | 1 - 1 Archivado el 27 de julio de 2016 en Wayback Machine. | Manta        |  | Olímpico Atahualpa  | 23 de julio | 16:00 | Gama TV  |
|  | Técnico Universitario | 2 - 1 Archivado el 27 de julio de 2016 en Wayback Machine. | Imbabura     |  | Bellavista          | 23 de julio | 16:00 | No tiene |
|  | Liga de Portoviejo    | 0 - 0 Archivado el 27 de julio de 2016 en Wayback Machine. | Macará       |  | Reales Tamarindos   | 23 de julio | 16:00 | No tiene |
|  | Gualaceo              | 3 - 0 Archivado el 27 de julio de 2016 en Wayback Machine. | Espoli       |  | Gerardo León Pozo   | 23 de julio | 16:00 | No tiene |
|  | Olmedo                | 1 - 1 Archivado el 27 de julio de 2016 en Wayback Machine. | Colón        |  | Olímpico (Riobamba) | 23 de julio | 19:30 | No tiene |

|  | Manta        | 1 - 2 Archivado el 3 de agosto de 2016 en Wayback Machine. | Técnico Universitario |  | Reales Tamarindos | 30 de julio | 11:00 | TC Televisión |
|  | Clan Juvenil | 2 - 1 Archivado el 3 de agosto de 2016 en Wayback Machine. | Liga de Portoviejo    |  | General Rumiñahui | 30 de julio | 12:00 | No tiene      |
|  | Colón        | 2 - 1 Archivado el 3 de agosto de 2016 en Wayback Machine. | Deportivo Quito       |  | Reales Tamarindos | 30 de julio | 16:00 | Gama TV       |
|  | Imbabura     | 1 - 1 Archivado el 3 de agosto de 2016 en Wayback Machine. | Olmedo                |  | Olímpico (Ibarra) | 30 de julio | 16:00 | No tiene      |
|  | Macará       | 0 - 1 Archivado el 3 de agosto de 2016 en Wayback Machine. | Gualaceo              |  | Bellavista        | 30 de julio | 16:00 | TC Televisión |
|  | Espoli       | 1 - 4 Archivado el 4 de agosto de 2016 en Wayback Machine. | Liga de Loja          |  | General Rumiñahui | 31 de julio | 14:00 | No tiene      |

|  | Liga de Loja          | 1 - 1 Archivado el 10 de agosto de 2016 en Wayback Machine. | Colón        |  | Reina del Cisne    | 6 de agosto | 13:00 | No tiene      |
|  | Liga de Portoviejo    | 2 - 0 Archivado el 10 de agosto de 2016 en Wayback Machine. | Manta        |  | Reales Tamarindos  | 6 de agosto | 14:00 | TC Televisión |
|  | Técnico Universitario | 0 - 0 Archivado el 10 de agosto de 2016 en Wayback Machine. | Olmedo       |  | Bellavista         | 6 de agosto | 16:00 | No tiene      |
|  | Espoli                | 0 - 2 Archivado el 10 de agosto de 2016 en Wayback Machine. | Macará       |  | Olímpico Atahualpa | 7 de agosto | 09:30 | Gama TV       |
|  | Deportivo Quito       | 1 - 4 Archivado el 10 de agosto de 2016 en Wayback Machine. | Imbabura     |  | Olímpico Atahualpa | 7 de agosto | 12:00 | Ecuador TV    |
|  | Gualaceo              | 1 - 3 Archivado el 10 de agosto de 2016 en Wayback Machine. | Clan Juvenil |  | Gerardo León Pozo  | 7 de agosto | 16:00 | No tiene      |

|  | Clan Juvenil | 2 - 0 Archivado el 15 de agosto de 2016 en Wayback Machine. | Espoli                |  | General Rumiñahui   | 12 de agosto | 12:00 | No tiene      |
|  | Manta        | 2 - 0 Archivado el 16 de agosto de 2016 en Wayback Machine. | Liga de Loja          |  | Reales Tamarindos   | 13 de agosto | 11:00 | TC Televisión |
|  | Colón        | 3 - 2 Archivado el 16 de agosto de 2016 en Wayback Machine. | Gualaceo S.C.         |  | Reales Tamarindos   | 13 de agosto | 16:00 | No tiene      |
|  | Imbabura     | 2 - 0 Archivado el 16 de agosto de 2016 en Wayback Machine. | Liga de Portoviejo    |  | Olímpico (Ibarra)   | 13 de agosto | 16:00 | No tiene      |
|  | Macará       | 3 - 0 Archivado el 16 de agosto de 2016 en Wayback Machine. | Técnico Universitario |  | Bellavista          | 14 de agosto | 12:00 | Gama TV       |
|  | Olmedo       | 1 - 1 Archivado el 16 de agosto de 2016 en Wayback Machine. | Deportivo Quito       |  | Olímpico (Riobamba) | 14 de agosto | 12:00 | No tiene      |

|  | Liga de Portoviejo | 1 - 1 Archivado el 21 de agosto de 2016 en Wayback Machine. | Olmedo                |  | Reales Tamarindos  | 19 de agosto | 16:00 | Ecuador TV |
|  | Espoli             | 1 - 1 Archivado el 23 de agosto de 2016 en Wayback Machine. | Colón                 |  | General Rumiñahui  | 20 de agosto | 12:00 | No tiene   |
|  | Liga de Loja       | 0 - 3 Archivado el 23 de agosto de 2016 en Wayback Machine. | Imbabura              |  | Reina del Cisne    | 20 de agosto | 13:00 | No tiene   |
|  | Deportivo Quito    | 2 - 1 Archivado el 23 de agosto de 2016 en Wayback Machine. | Técnico Universitario |  | Olímpico Atahualpa | 20 de agosto | 16:00 | No tiene   |
|  | Macará             | 2 - 2 Archivado el 23 de agosto de 2016 en Wayback Machine. | Clan Juvenil          |  | Bellavista         | 20 de agosto | 16:00 | No tiene   |
|  | Gualaceo           | 1 - 0 Archivado el 23 de agosto de 2016 en Wayback Machine. | Manta                 |  | Gerardo León Pozo  | 20 de agosto | 16:00 | No tiene   |

|  | Manta                 | 1 - 1 Archivado el 27 de agosto de 2016 en Wayback Machine. | Espoli             |  | Reales Tamarindos   | 24 de agosto | 12:00 | No tiene      |
|  | Técnico Universitario | 1 - 2 Archivado el 27 de agosto de 2016 en Wayback Machine. | Liga de Portoviejo |  | Bellavista          | 24 de agosto | 12:00 | No tiene      |
|  | Olmedo                | 3 - 1 Archivado el 27 de agosto de 2016 en Wayback Machine. | Liga de Loja       |  | Olímpico (Riobamba) | 24 de agosto | 16:00 | No tiene      |
|  | Imbabura              | 2 - 2 Archivado el 27 de agosto de 2016 en Wayback Machine. | Gualaceo           |  | Olímpico (Ibarra)   | 24 de agosto | 16:00 | No tiene      |
|  | Colón                 | 0 - 0 Archivado el 27 de agosto de 2016 en Wayback Machine. | Macará             |  | Reales Tamarindos   | 24 de agosto | 16:00 | TC Televisión |
|  | Clan Juvenil          | 2 - 0 Archivado el 27 de agosto de 2016 en Wayback Machine. | Deportivo Quito    |  | General Rumiñahui   | 24 de agosto | 19:00 | No tiene      |

|  | Espoli             | 0 - 3 Archivado el 30 de agosto de 2016 en Wayback Machine. | Imbabura              |  | General Rumiñahui | 28 de agosto | 09:30 | TC Televisión |
|  | Liga de Loja       | 4 - 2 Archivado el 31 de agosto de 2016 en Wayback Machine. | Técnico Universitario |  | Reina del Cisne   | 28 de agosto | 12:00 | No tiene      |
|  | Clan Juvenil       | 2 - 0 Archivado el 30 de agosto de 2016 en Wayback Machine. | Colón                 |  | General Rumiñahui | 28 de agosto | 12:00 | Gama TV       |
|  | Macará             | 4 - 1 Archivado el 31 de agosto de 2016 en Wayback Machine. | Manta                 |  | Bellavista        | 28 de agosto | 12:00 | Ecuador TV    |
|  | Liga de Portoviejo | 4 - 2 Archivado el 31 de agosto de 2016 en Wayback Machine. | Deportivo Quito       |  | Reales Tamarindos | 28 de agosto | 16:00 | No tiene      |
|  | Gualaceo           | 2 - 1 Archivado el 31 de agosto de 2016 en Wayback Machine. | Olmedo                |  | Gerardo León Pozo | 28 de agosto | 16:00 | No tiene      |

|  | Manta                 | 2 - 1 Archivado el 4 de septiembre de 2016 en Wayback Machine. | Clan Juvenil       |  | Reales Tamarindos   | 3 de septiembre | 11:30 | No tiene |
|  | Imbabura              | 0 - 4 Archivado el 5 de septiembre de 2016 en Wayback Machine. | Macará             |  | Olímpico (Ibarra)   | 3 de septiembre | 16:00 | No tiene |
|  | Técnico Universitario | 1 - 2 Archivado el 5 de septiembre de 2016 en Wayback Machine. | Gualaceo           |  | Bellavista          | 3 de septiembre | 16:00 | No tiene |
|  | Deportivo Quito       | 3 - 2 Archivado el 5 de septiembre de 2016 en Wayback Machine. | Liga de Loja       |  | Olímpico Atahualpa  | 3 de septiembre | 16:00 | Gama TV  |
|  | Olmedo                | 2 - 3 Archivado el 7 de septiembre de 2016 en Wayback Machine. | Espoli             |  | Olímpico (Riobamba) | 4 de septiembre | 12:00 | No tiene |
|  | Colón                 | 0 - 0 Archivado el 7 de septiembre de 2016 en Wayback Machine. | Liga de Portoviejo |  | Reales Tamarindos   | 4 de septiembre | 16:00 | No tiene |

|  | Liga de Loja | 2 - 0 Archivado el 12 de septiembre de 2016 en Wayback Machine. | Liga de Portoviejo    |  | Reina del Cisne   | 10 de septiembre | 13:00     | No tiene  |
|  | Colón        | 1 - 1 Archivado el 12 de septiembre de 2016 en Wayback Machine. | Manta                 |  | Reales Tamarindos | 10 de septiembre | 16:00     | No tiene  |
|  | Macará       | 1 - 1 Archivado el 15 de septiembre de 2016 en Wayback Machine. | Olmedo                |  | Bellavista        | 11 de septiembre | 12:00     |           |
|  | Clan Juvenil | 5 - 1 Archivado el 15 de septiembre de 2016 en Wayback Machine. | Imbabura              |  | General Rumiñahui | 11 de septiembre | 12:00     | Gama TV   |
|  | Espoli       | 0 - 0 Archivado el 15 de septiembre de 2016 en Wayback Machine. | Técnico Universitario |  | General Rumiñahui | 11 de septiembre | 15:00     | No tiene  |
|  | Gualaceo     | 3 - 0 Archivado el 15 de septiembre de 2016 en Wayback Machine. | Deportivo Quito       |  | Gerardo León Pozo | Cancelado        | Cancelado | Cancelado |

|  | Liga de Loja          | 0 - 0 Archivado el 19 de septiembre de 2016 en Wayback Machine. | Gualaceo     |  | Reina del Cisne     | 16 de septiembre | 19:30     | No tiene  |
|  | Imbabura              | 4 - 0 Archivado el 19 de septiembre de 2016 en Wayback Machine. | Colón        |  | Olímpico (Ibarra)   | 17 de septiembre | 11:00     | No tiene  |
|  | Liga de Portoviejo    | 1 - 2 Archivado el 19 de septiembre de 2016 en Wayback Machine. | Espoli       |  | Reales Tamarindos   | 17 de septiembre | 11:00     | Oromar TV |
|  | Técnico Universitario | 1 - 0 Archivado el 19 de septiembre de 2016 en Wayback Machine. | Clan Juvenil |  | Bellavista          | 17 de septiembre | 16:00     | No tiene  |
|  | Olmedo                | 2 - 1 Archivado el 12 de octubre de 2016 en Wayback Machine.    | Manta        |  | Olímpico (Riobamba) | 18 de septiembre | 12:00     | Gama TV   |
|  | Deportivo Quito       | 0 - 3 Archivado el 12 de octubre de 2016 en Wayback Machine.    | Macará       |  | Olímpico Atahualpa  | Cancelado        | Cancelado | Cancelado |

|  | Manta        | 0 - 0 Archivado el 12 de octubre de 2016 en Wayback Machine. | Imbabura              |  | Reales Tamarindos  | 24 de septiembre | 11:30     | Oromar TV |
|  | Colón        | 2 - 0 Archivado el 12 de octubre de 2016 en Wayback Machine. | Técnico Universitario |  | Reales Tamarindos  | 24 de septiembre | 16:00     | Oromar TV |
|  | Macará       | 2 - 1 Archivado el 12 de octubre de 2016 en Wayback Machine. | Liga de Loja          |  | Bellavista         | 24 de septiembre | 16:00     | No tiene  |
|  | Clan Juvenil | 3 - 1 Archivado el 12 de octubre de 2016 en Wayback Machine. | Olmedo                |  | General Rumiñahui  | 25 de septiembre | 12:00     | No tiene  |
|  | Gualaceo     | 0 - 0 Archivado el 12 de octubre de 2016 en Wayback Machine. | Liga de Portoviejo    |  | Gerardo León Pozo  | 25 de septiembre | 16:00     | No tiene  |
|  | Espoli       | 3 - 0 Archivado el 12 de octubre de 2016 en Wayback Machine. | Deportivo Quito       |  | Olímpico Atahualpa | Cancelado        | Cancelado | Cancelado |

|  | Imbabura              | 0 - 0 Archivado el 9 de octubre de 2016 en Wayback Machine.  | Manta        |  | Olímpico (Ibarra)   | 1 de octubre | 11:00     | No tiene  |
|  | Liga de Loja          | 1 - 1 Archivado el 9 de octubre de 2016 en Wayback Machine.  | Macará       |  | Reina del Cisne     | 1 de octubre | 13:00     | No tiene  |
|  | Liga de Portoviejo    | 0 - 0 Archivado el 12 de octubre de 2016 en Wayback Machine. | Gualaceo     |  | Reales Tamarindos   | 1 de octubre | 16:00     | Oromar TV |
|  | Técnico Universitario | 2 - 1 Archivado el 9 de octubre de 2016 en Wayback Machine.  | Colón        |  | Bellavista          | 1 de octubre | 16:00     | No tiene  |
|  | Olmedo                | 1 - 1 Archivado el 9 de octubre de 2016 en Wayback Machine.  | Clan Juvenil |  | Olímpico (Riobamba) | 2 de octubre | 12:00     | No tiene  |
|  | Deportivo Quito       | 0 - 3 Archivado el 12 de octubre de 2016 en Wayback Machine. | Espoli       |  | Olímpico Atahualpa  | Cancelado    | Cancelado | Cancelado |

|  | Colón        | 0 - 1 Archivado el 11 de octubre de 2016 en Wayback Machine. | Imbabura              |  | Reales Tamarindos | 8 de octubre | 12:00     | Oromar TV |
|  | Clan Juvenil | 0 - 1 Archivado el 11 de octubre de 2016 en Wayback Machine. | Técnico Universitario |  | General Rumiñahui | 8 de octubre | 16:00     | No tiene  |
|  | Espoli       | 2 - 1 Archivado el 14 de octubre de 2016 en Wayback Machine. | Liga de Portoviejo    |  | General Rumiñahui | 9 de octubre | 11:00     | No tiene  |
|  | Manta        | 1 - 2 Archivado el 14 de octubre de 2016 en Wayback Machine. | Olmedo                |  | Jocay             | 9 de octubre | 13:00     | Oromar TV |
|  | Gualaceo     | 3 - 0 Archivado el 15 de octubre de 2016 en Wayback Machine. | Liga de Loja          |  | Gerardo León Pozo | 9 de octubre | 16:00     | No tiene  |
|  | Macará       | 3 - 0 Archivado el 11 de octubre de 2016 en Wayback Machine. | Deportivo Quito       |  | Bellavista        | Cancelado    | Cancelado | Cancelado |

|  | Liga de Portoviejo    | 2 - 0 Archivado el 19 de octubre de 2016 en Wayback Machine. | Liga de Loja |  | Reales Tamarindos   | 15 de octubre | 11:00     | Oromar TV |
|  | Técnico Universitario | 1 - 1 Archivado el 19 de octubre de 2016 en Wayback Machine. | Espoli       |  | Bellavista          | 15 de octubre | 16:00     | No tiene  |
|  | Imbabura              | 1 - 1 Archivado el 19 de octubre de 2016 en Wayback Machine. | Clan Juvenil |  | Olímpico (Ibarra)   | 16 de octubre | 12:00     | No tiene  |
|  | Manta                 | 0 - 1 Archivado el 18 de octubre de 2016 en Wayback Machine. | Colón        |  | Jocay               | 16 de octubre | 12:00     | Oromar TV |
|  | Olmedo                | 1 - 1 Archivado el 19 de octubre de 2016 en Wayback Machine. | Macará       |  | Olímpico (Riobamba) | 16 de octubre | 12:00     | No tiene  |
|  | Deportivo Quito       | 0 - 3 Archivado el 18 de octubre de 2016 en Wayback Machine. | Gualaceo     |  | Olímpico Atahualpa  | Cancelado     | Cancelado | Cancelado |

|  | Clan Juvenil       | 1 - 1 Archivado el 25 de octubre de 2016 en Wayback Machine. | Manta                 |  | General Rumiñahui  | 21 de octubre | 12:00     | No tiene  |
|  | Espoli             | 0 - 2 Archivado el 25 de octubre de 2016 en Wayback Machine. | Olmedo                |  | Olímpico Atahualpa | 22 de octubre | 11:00     | No tiene  |
|  | Liga de Portoviejo | 2 - 0 Archivado el 25 de octubre de 2016 en Wayback Machine. | Colón                 |  | Reales Tamarindos  | 22 de octubre | 16:00     | Oromar TV |
|  | Macará             | 2 - 0 Archivado el 25 de octubre de 2016 en Wayback Machine. | Imbabura              |  | Bellavista         | 23 de octubre | 12:00     | No tiene  |
|  | Gualaceo           | 1 - 1 Archivado el 25 de octubre de 2016 en Wayback Machine. | Técnico Universitario |  | Gerardo León Pozo  | 23 de octubre | 16:00     | No tiene  |
|  | Liga de Loja       | 3 - 0 Archivado el 25 de octubre de 2016 en Wayback Machine. | Deportivo Quito       |  | Reina del Cisne    | Cancelado     | Cancelado | Cancelado |

|  | Colón                 | 1 - 2 Archivado el 31 de octubre de 2016 en Wayback Machine. | Clan Juvenil       |  | Reales Tamarindos   | 29 de octubre | 11:00     | Oromar TV     |
|  | Manta                 | 1 - 0 Archivado el 31 de octubre de 2016 en Wayback Machine. | Macará             |  | Jocay               | 29 de octubre | 16:00     | Oromar TV     |
|  | Técnico Universitario | 3 - 1 Archivado el 31 de octubre de 2016 en Wayback Machine. | Liga de Loja       |  | Bellavista          | 29 de octubre | 16:00     | No tiene      |
|  | Imbabura              | 3 - 1 Archivado el 31 de octubre de 2016 en Wayback Machine. | Espoli             |  | Olímpico (Ibarra)   | 29 de octubre | 16:00     | No tiene      |
|  | Olmedo                | 1 - 0 Archivado el 31 de octubre de 2016 en Wayback Machine. | Gualaceo           |  | Olímpico (Riobamba) | 29 de octubre | 16:00     | TC Televisión |
|  | Deportivo Quito       | 0 - 3 Archivado el 31 de octubre de 2016 en Wayback Machine. | Liga de Portoviejo |  | Olímpico Atahualpa  | Cancelado     | Cancelado | Cancelado     |

|  | Espoli             | 1 - 1 Archivado el 4 de noviembre de 2016 en Wayback Machine. | Manta                 |  | Olímpico Atahualpa | 2 de noviembre | 11:00     | Gama TV   |
|  | Liga de Portoviejo | 3 - 3 Archivado el 4 de noviembre de 2016 en Wayback Machine. | Técnico Universitario |  | Reales Tamarindos  | 2 de noviembre | 12:00     | Oromar TV |
|  | Macará             | 2 - 0 Archivado el 4 de noviembre de 2016 en Wayback Machine. | Colón                 |  | Bellavista         | 2 de noviembre | 12:00     | No tiene  |
|  | Gualaceo           | 3 - 3 Archivado el 4 de noviembre de 2016 en Wayback Machine. | Imbabura              |  | Gerardo León Pozo  | 2 de noviembre | 16:00     | No tiene  |
|  | Liga de Loja       | 3 - 1 Archivado el 4 de noviembre de 2016 en Wayback Machine. | Olmedo                |  | Reina del Cisne    | 2 de noviembre | 19:30     | No tiene  |
|  | Deportivo Quito    | 0 - 3 Archivado el 4 de noviembre de 2016 en Wayback Machine. | Clan Juvenil          |  | Olímpico Atahualpa | Cancelado      | Cancelado | Cancelado |

|  | Manta                 | 2 - 0 Archivado el 8 de noviembre de 2016 en Wayback Machine. | Gualaceo           |  | Jocay               | 6 de noviembre | 11:00     | Oromar TV     |
|  | Imbabura              | 3 - 1 Archivado el 8 de noviembre de 2016 en Wayback Machine. | Liga de Loja       |  | Olímpico (Ibarra)   | 6 de noviembre | 11:30     | No tiene      |
|  | Clan Juvenil          | 2 - 2 Archivado el 8 de noviembre de 2016 en Wayback Machine. | Macará             |  | General Rumiñahui   | 6 de noviembre | 12:00     | No tiene      |
|  | Olmedo                | 1 - 1 Archivado el 9 de noviembre de 2016 en Wayback Machine. | Liga de Portoviejo |  | Olímpico (Riobamba) | 6 de noviembre | 12:00     | TC Televisión |
|  | Colón                 | 1 - 1 Archivado el 8 de noviembre de 2016 en Wayback Machine. | Espoli             |  | Reales Tamarindos   | 6 de noviembre | 15:00     | Oromar TV     |
|  | Técnico Universitario | 3 - 0 Archivado el 8 de noviembre de 2016 en Wayback Machine. | Deportivo Quito    |  | Bellavista          | Cancelado      | Cancelado | Cancelado     |

|  | Liga de Loja          | 0 - 1 Archivado el 15 de noviembre de 2016 en Wayback Machine. | Manta        |  | Reina del Cisne    | 12 de noviembre | 12:00     | No tiene  |
|  | Espoli                | 0 - 1 Archivado el 15 de noviembre de 2016 en Wayback Machine. | Clan Juvenil |  | General Rumiñahui  | 13 de noviembre | 11:00     | Gama TV   |
|  | Técnico Universitario | 1 - 0 Archivado el 15 de noviembre de 2016 en Wayback Machine. | Macará       |  | Bellavista         | 13 de noviembre | 11:30     | No tiene  |
|  | Liga de Portoviejo    | 1 - 2 Archivado el 15 de noviembre de 2016 en Wayback Machine. | Imbabura     |  | Reales Tamarindos  | 13 de noviembre | 12:00     |           |
|  | Gualaceo              | 2 - 0 Archivado el 15 de noviembre de 2016 en Wayback Machine. | Colón        |  | Gerardo León Pozo  | 13 de noviembre | 16:00     | No tiene  |
|  | Deportivo Quito       | 0 - 3 Archivado el 15 de noviembre de 2016 en Wayback Machine. | Olmedo       |  | Olímpico Atahualpa | Cancelado       | Cancelado | Cancelado |

|  | Manta        | 0 - 1 Archivado el 21 de noviembre de 2016 en Wayback Machine. | Liga de Portoviejo    |  | Jocay               | 19 de noviembre | 15:00     |           |
|  | Macará       | 2 - 2 Archivado el 22 de noviembre de 2016 en Wayback Machine. | Espoli                |  | Bellavista          | 19 de noviembre | 16:00     | No tiene  |
|  | Clan Juvenil | 1 - 2 Archivado el 22 de noviembre de 2016 en Wayback Machine. | Gualaceo              |  | General Rumiñahui   | 20 de noviembre | 12:00     | Gama TV   |
|  | Olmedo       | 1 - 2 Archivado el 22 de noviembre de 2016 en Wayback Machine. | Técnico Universitario |  | Olímpico (Riobamba) | 20 de noviembre | 12:00     | No tiene  |
|  | Colón        | 3 - 0 Archivado el 22 de noviembre de 2016 en Wayback Machine. | Liga de Loja          |  | Reales Tamarindos   | 20 de noviembre | 15:00     |           |
|  | Imbabura     | 3 - 0 Archivado el 22 de noviembre de 2016 en Wayback Machine. | Deportivo Quito       |  | Olímpico (Ibarra)   | Cancelado       | Cancelado | Cancelado |

|  | Liga de Portoviejo    | 2 - 1 Archivado el 29 de noviembre de 2016 en Wayback Machine. | Clan Juvenil |  | Reales Tamarindos   | 27 de noviembre | 14:00     |           |
|  | Técnico Universitario | 1 - 2 Archivado el 29 de noviembre de 2016 en Wayback Machine. | Manta        |  | Bellavista          | 27 de noviembre | 14:00     | No tiene  |
|  | Liga de Loja          | 3 - 0 Archivado el 29 de noviembre de 2016 en Wayback Machine. | Espoli       |  | Reina del Cisne     | 27 de noviembre | 14:00     | No tiene  |
|  | Gualaceo              | 1 - 0 Archivado el 29 de noviembre de 2016 en Wayback Machine. | Macará       |  | Gerardo León Pozo   | 27 de noviembre | 14:00     | No tiene  |
|  | Olmedo                | 1 - 3 Archivado el 29 de noviembre de 2016 en Wayback Machine. | Imbabura     |  | Olímpico (Riobamba) | 27 de noviembre | 14:00     | No tiene  |
|  | Deportivo Quito       | 0 - 3 Archivado el 29 de noviembre de 2016 en Wayback Machine. | Colón        |  | Olímpico Atahualpa  | Cancelado       | Cancelado | Cancelado |

|  | Espoli       | 2 - 2 Archivado el 6 de diciembre de 2016 en Wayback Machine. | Gualaceo              |  | Olímpico Atahualpa | 3 de diciembre | 16:00     |           |
|  | Clan Juvenil | 2 - 0 Archivado el 5 de diciembre de 2016 en Wayback Machine. | Liga de Loja          |  | General Rumiñahui  | 3 de diciembre | 16:00     | Gama TV   |
|  | Colón        | 1 - 0 Archivado el 6 de diciembre de 2016 en Wayback Machine. | Olmedo                |  | Reales Tamarindos  | 3 de diciembre | 16:00     |           |
|  | Imbabura     | 1 - 2 Archivado el 6 de diciembre de 2016 en Wayback Machine. | Técnico Universitario |  | Olímpico (Ibarra)  | 3 de diciembre | 16:00     | No tiene  |
|  | Macará       | 4 - 0 Archivado el 6 de diciembre de 2016 en Wayback Machine. | Liga de Portoviejo    |  | Bellavista         | 3 de diciembre | 16:00     | No tiene  |
|  | Manta        | 3 - 0 Archivado el 6 de diciembre de 2016 en Wayback Machine. | Deportivo Quito       |  | Jocay              | Cancelado      | Cancelado | Cancelado |

### Asistencia por equipos
La tabla siguiente muestra la cantidad de espectadores de local que acumuló cada equipo en sus respectivos partidos. Se asigna en su totalidad el mismo número a ambos protagonistas de un juego. Las estadísticas se toman de las taquillas oficiales entregadas por FEF.
| Pos  | Equipo                | Asist  | PJ | Prom  |
| ---- | --------------------- | ------ | -- | ----- |
| 1.°  | Macará                | 16 620 | 11 | 1 511 |
| 2.°  | Técnico Universitario | 11 963 | 11 | 1 088 |
| 3.°  | Colón                 | 11 226 | 11 | 1 021 |
| 4.°  | Olmedo                | 8 871  | 11 | 806   |
| 5.°  | Liga de Portoviejo    | 8 613  | 11 | 783   |
| 6.°  | Gualaceo              | 5 397  | 11 | 491   |
| 7.°  | Liga de Loja          | 4 144  | 11 | 377   |
| 8.°  | Deportivo Quito       | 3 862  | 11 | 351   |
| 9.°  | Clan Juvenil          | 3 299  | 11 | 300   |
| 10.° | Espoli                | 2 918  | 11 | 265   |
| 11.° | Imbabura              | 1 361  | 11 | 124   |
| 12.° | Manta                 | 833    | 11 | 76    |

 Pos.=Posición; Asist.=Asistentes; P.J.=Partidos jugados.

### Asistencia total por equipos
La tabla siguiente muestra la cantidad de espectadores totales de local que acumuló cada equipo en sus respectivos partidos. Se asigna en su totalidad el mismo número a ambos protagonistas de un juego. Las estadísticas se toman de las taquillas oficiales entregadas por FEF.
| Pos  | Equipo                | Asist  | PJ | Prom  |
| ---- | --------------------- | ------ | -- | ----- |
| 1.°  | Macará                | 38 800 | 22 | 1 764 |
| 2.°  | Técnico Universitario | 29 963 | 22 | 1 362 |
| 3.°  | Deportivo Quito       | 29 306 | 22 | 1 332 |
| 4.°  | Olmedo                | 21 231 | 22 | 965   |
| 5.°  | Liga de Portoviejo    | 14 723 | 22 | 669   |
| 6.°  | Liga de Loja          | 13 528 | 22 | 615   |
| 7.°  | Colón                 | 13 047 | 22 | 593   |
| 8.°  | Gualaceo              | 10 825 | 22 | 492   |
| 9.°  | Clan Juvenil          | 6 912  | 22 | 314   |
| 10.° | Imbabura              | 5 120  | 22 | 233   |
| 11.° | Espoli                | 4 418  | 22 | 201   |
| 12.° | Manta                 | 2 464  | 22 | 112   |

 Pos.=Posición; Asist.=Asistentes; P.J.=Partidos jugados.

## Tabla acumulada

### Clasificación
|  |     | Equipo                | PJ | PG | PE | PP | GF | GC | DG  | PTS |
|  | --- | --------------------- | -- | -- | -- | -- | -- | -- | --- | --- |
|  | 1.  | Macará (C)            | 44 | 24 | 12 | 8  | 75 | 30 | +45 | 84  |
|  | 2.  | Clan Juvenil          | 44 | 20 | 14 | 10 | 61 | 37 | +24 | 73  |
|  | 3.  | Gualaceo              | 44 | 20 | 11 | 13 | 58 | 45 | +13 | 71  |
|  | 4.  | Técnico Universitario | 44 | 21 | 8  | 15 | 64 | 56 | +8  | 71  |
|  | 5.  | Manta                 | 44 | 19 | 10 | 15 | 56 | 50 | +6  | 67  |
|  | 6.  | Imbabura              | 44 | 17 | 11 | 16 | 64 | 52 | +12 | 62  |
|  | 7.  | Liga de Portoviejo    | 44 | 15 | 12 | 17 | 42 | 51 | −9  | 57  |
|  | 8.  | Olmedo                | 44 | 9  | 20 | 15 | 51 | 55 | −4  | 47  |
|  | 9.  | Colón                 | 44 | 11 | 20 | 13 | 38 | 43 | −5  | 47  |
|  | 10. | Liga de Loja          | 44 | 13 | 11 | 20 | 54 | 74 | −20 | 46  |
|  | 11. | Espoli                | 44 | 9  | 16 | 19 | 41 | 64 | −23 | 39  |
|  | 12. | Deportivo Quito       | 44 | 9  | 9  | 26 | 41 | 88 | −47 | 2   |

|  | Ascendidos a la Serie A 2017.            |
|  | Descendidos a la Segunda Categoría 2017. |

### Evolución de la clasificación general
| Equipo / Fecha     | 23 | 24 | 25 | 26 | 27 | 28 | 29 | 30 | 31 | 32 | 33 | 34 | 35 | 36 | 37 | 38 | 39 | 40 | 41 | 42 | 43 | 44 |
| ------------------ | -- | -- | -- | -- | -- | -- | -- | -- | -- | -- | -- | -- | -- | -- | -- | -- | -- | -- | -- | -- | -- | -- |
| Macará             | 1  | 1  | 1  | 1  | 1  | 1  | 1  | 1  | 1  | 1  | 1  | 1  | 1  | 1  | 1  | 1  | 1  | 1  | 1  | 1  | 1  | 1  |
| Clan Juvenil       | 4  | 4  | 3  | 2  | 2  | 2  | 2  | 2  | 2  | 2  | 2  | 2  | 2  | 2  | 2  | 2  | 2  | 2  | 2  | 2  | 2  | 2  |
| Gualaceo           | 5  | 5  | 5  | 5  | 5  | 5  | 3  | 3  | 3  | 3  | 3  | 3  | 3  | 3  | 3  | 3  | 3  | 4  | 4  | 4  | 3  | 3  |
| Técnico            | 3  | 2  | 2  | 3  | 3  | 4  | 5  | 5  | 5  | 5  | 5  | 5  | 4  | 4  | 4  | 4  | 4  | 3  | 3  | 3  | 4  | 4  |
| Manta              | 2  | 3  | 4  | 4  | 4  | 3  | 4  | 4  | 4  | 4  | 4  | 4  | 5  | 5  | 5  | 5  | 5  | 5  | 5  | 5  | 5  | 5  |
| Imbabura           | 9  | 9  | 8  | 7  | 6  | 6  | 6  | 7  | 7  | 7  | 7  | 6  | 6  | 6  | 6  | 6  | 6  | 6  | 6  | 6  | 6  | 6  |
| Liga de Portoviejo | 7  | 8  | 7  | 8  | 8  | 7  | 7  | 6  | 6  | 6  | 6  | 7  | 7  | 7  | 7  | 7  | 7  | 7  | 7  | 7  | 7  | 7  |
| Olmedo             | 10 | 10 | 10 | 10 | 10 | 10 | 10 | 10 | 10 | 9  | 10 | 11 | 10 | 10 | 8  | 8  | 8  | 8  | 8  | 8  | 8  | 8  |
| Colón              | 8  | 7  | 9  | 9  | 9  | 9  | 9  | 9  | 9  | 10 | 9  | 10 | 11 | 11 | 11 | 11 | 11 | 10 | 10 | 10 | 10 | 9  |
| Liga de Loja       | 6  | 6  | 6  | 6  | 7  | 8  | 8  | 8  | 8  | 8  | 8  | 8  | 8  | 8  | 9  | 9  | 9  | 9  | 9  | 9  | 9  | 10 |
| Espoli             | 11 | 11 | 11 | 11 | 11 | 11 | 11 | 11 | 11 | 11 | 11 | 9  | 9  | 9  | 10 | 10 | 10 | 11 | 11 | 11 | 11 | 11 |
| Deportivo Quito    | 12 | 12 | 12 | 12 | 12 | 12 | 12 | 12 | 12 | 12 | 12 | 12 | 12 | 12 | 12 | 12 | 12 | 12 | 12 | 12 | 12 | 12 |

### Campeón
|                                                               |
| Club Deportivo Macará 4.° título Ascendió a la Serie A.       |
| También ascendió Club Deportivo Clan Juvenil como subcampeón. |

## Goleadores
- Actualizado el 29 de noviembre de 2016.[31]

| Jugador              | Equipo                | Goles | Penalti | Partidos | Promedio |
| -------------------- | --------------------- | ----- | ------- | -------- | -------- |
| 1. Jorge Palacios    | Manta                 | 22    | 0       | 41       | 0.54     |
| 2. Joffre Escobar    | Gualaceo              | 21    | 0       | 33       | 0.64     |
| 3. Jacob Murillo     | Olmedo                | 16    | 0       | 36       | 0.43     |
| 4. Joao Paredes      | Técnico Universitario | 15    | 0       | 33       | 0.45     |
| 5. Leandro Pantoja   | Imbabura              | 15    | 0       | 40       | 0.38     |
| 6. Jhon Cifuente     | Macará                | 14    | 0       | 20       | 0.70     |
| 7. Luis Chicaiza     | Técnico Universitario | 14    | 0       | 36       | 0.36     |
| 8. Carlos Feraud     | Macará                | 14    | 0       | 41       | 0.34     |
| 9. Patricio Quiñónez | Liga de Loja          | 12    | 0       | 39       | 0.33     |
| 10. Claudio Alves    | Liga de Loja          | 11    | 0       | 30       | 0.37     |